# Oelsabach
Der Oelsabach ist ein Mittelgebirgsbach im sächsischen unteren Osterzgebirge und rechter Nebenfluss der Roten Weißeritz.

## Lauf

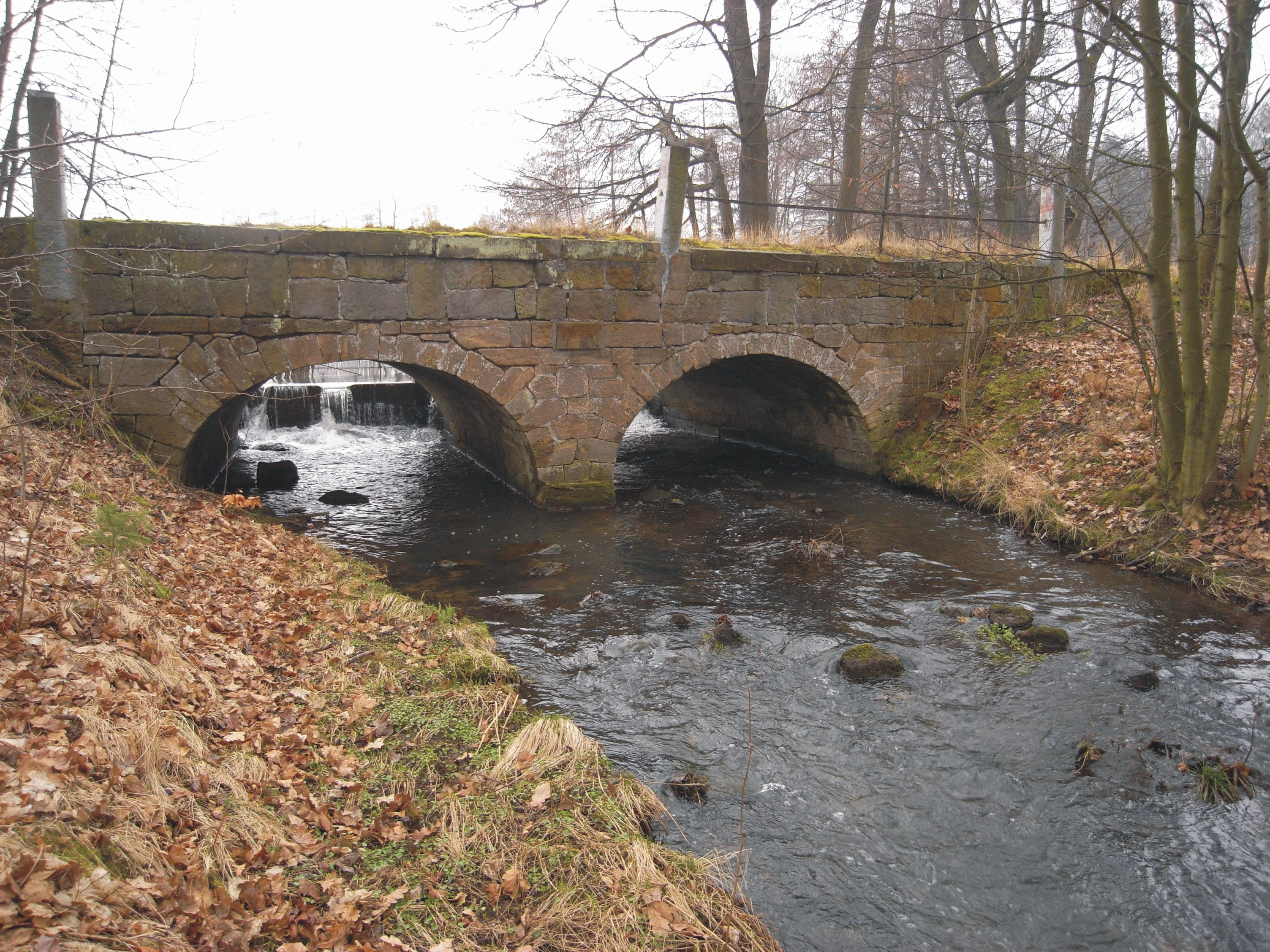
Ausfluss des Oelsabaches am Hafterteich

Die drei Quellen des Baches befinden sich südöstlich der Stadt Dippoldiswalde und deren Ortsteil Elend auf 440 m Höhe über dem Meeresspiegel. Der Abdachung des Erzgebirges nach Norden folgend bildet er zunächst den Dorfbach des Waldhufendorfes Reinholdshain, an dessen Ortsausgang sich das Gewässer etwa auf 364 m Höhe befindet.
Ab hier bildet die Kammlinie der Karsdorfer Verwerfung die östliche Wasserscheide seines Einzugsgebiets.
Vor seinem Eintritt in die Dippoldiswalder Heide speist er den angelegten Hafterteich mit der ehemaligen Teichmühle, kreuzt dann die Bundesstraße 170, um nach wenigen hunderten Metern den ebenfalls im 17. Jahrhundert für Mühlenzwecke angelegten Heidemühlenteich zu speisen, der sich bei Karsdorf befindet. 
Beim nordwestlich gerichteten Austritt aus dem Waldgebiet der Heide und einer Höhe von 307 m verläuft der Bach innerhalb der namensgebenden Ortschaft Oelsa, deren Dorfbach er in einem Kerbsohlental bildet.
Ein engeres Sohlental mit mehreren Kehren ausbildend durchfließt der Bach die tiefgelegenen Bereiche von Rabenau (Unterrabenau) und mündet beim gleichnamigen Haltepunkt der Weißeritztalbahn in die Rote Weißeritz auf 250 Meter ü. NHN. 
Die benachbarten Einzugsgebiete sind im Osten der Lockwitzbach sowie im Westen die Rote Weißeritz.